# Ра (лодки)

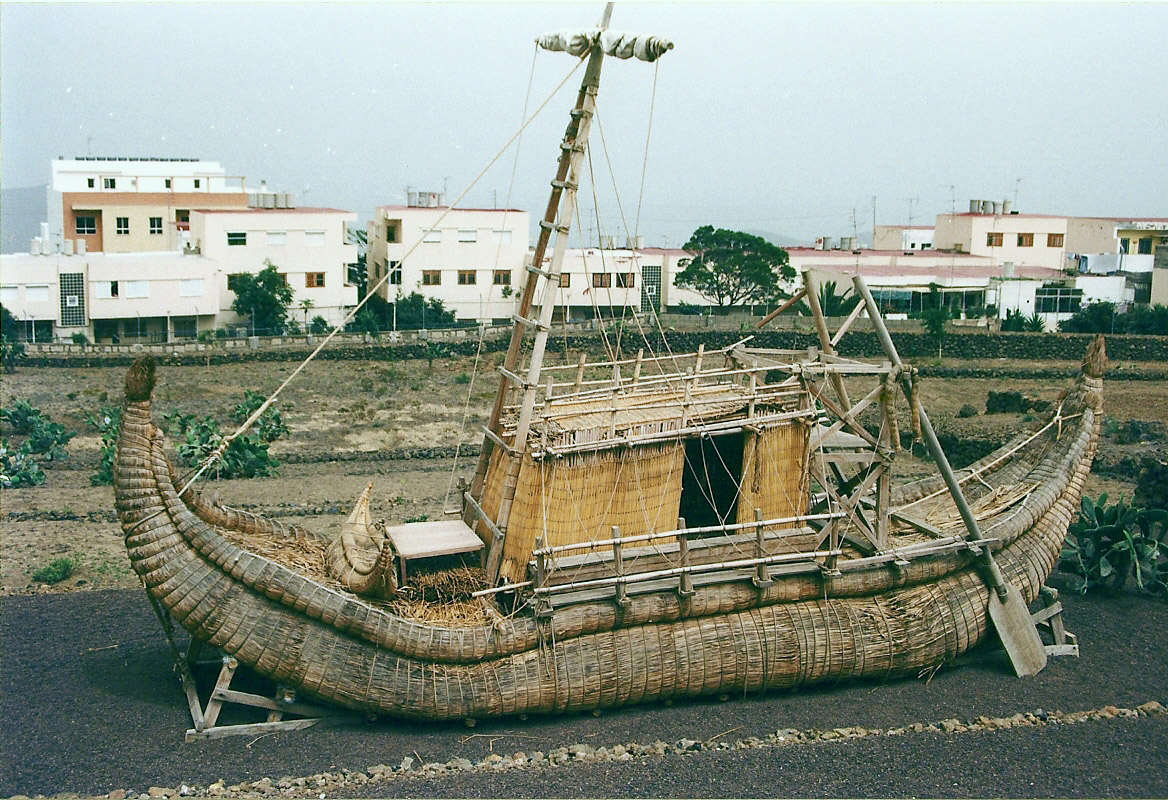
Копия «Ра-II» на Тенерифе

«Ра» (нюнорск Ra) — проект Тура Хейердала по пересечению Атлантического океана на папирусных лодках.
Целью эксперимента была демонстрация того, что древние мореплаватели, в частности, египтяне, могли совершать трансатлантические переходы на парусных судах, используя при этом Канарское течение. Следовательно, согласно его теории, индейцы Мексики и Перу могут быть потомками не перешедших через Берингов пролив племён, а приплывших через Атлантику. Тур Хейердал находил общее между пирамидами майя, архитектурой инков и египетскими пирамидами.
Ранее, в 1947 году на «Кон-Тики» Тур Хейердал со своей экспедицией доказал возможность своего теоретического предположения, что предки полинезийцев пришли на острова Тихого океана из Южной Америки. Целью «Ра» было доказательство другой части его теории.
Первая лодка, названная «Ра», спроектированная по рисункам и макетам лодок Древнего Египта, была построена специалистами с озера Чад (Республика Чад) из папируса, добытого на озере Тана в Эфиопии, и вышла в Атлантический океан от побережья Марокко (устье реки Лукос у Лараша) 25 мая 1969 года. По прошествии 56 суток и более 5000 км пути «Ра» стал сгибаться из-за конструкционных недостатков, вызванных небольшим расхождением её конструкции с египетской схемой, погружаться кормой в воду и, в конце концов, разломился на части. Команда была вынуждена оставить судно. Однако, несмотря на неудачу, уверенность Хейердала в правильности его теории лишь возросла, так как папирусная лодка не выдержала лишь несколько дней до конца пути.
На следующий, 1970 год, другая лодка, «Ра-II», доработанная с учётом опыта предыдущего плавания, была построена мастерами с озера Титикака в Боливии и также из Марокко 17 мая отправилась в плавание, на этот раз увенчавшееся полным успехом — лодка достигла Барбадоса, продемонстрировав тем самым, что древние мореплаватели могли совершать трансатлантические переходы. Успех экспедиции «Ра-II» многими был расценен как свидетельство того, что ещё в доисторические времена египетские мореплаватели, намеренно или случайно, могли совершать путешествия в Новый Свет.
Об этих экспедициях Хейердалом была написана книга «Экспедиции на „Ра“» и создан документальный фильм.
В своей статье «По следам бога Солнца», опубликованной в каирском журнале «Egypt Travel Magazine», Тур Хейердал писал:

«Сходство между ранними цивилизациями Египта и Мексики не ограничивается лишь пирамидами… И в Мексике, и в Египте существовала высокоразвитая система иероглифической письменности… Учёные отмечают сходство фресковой живописи в храмах и усыпальницах, схожие конструкции храмов с искусными мегалитическими колоннадами. Указывается на то, что при сооружении сводов из плит архитекторы по обе стороны Атлантики не знали искусства сооружения настоящей арки. Обращается внимание на существование циклопических по размеру каменных человеческих фигур, на удивительные астрономические познания и высокоразвитую календарную систему в Мексике и Египте. Учёные сопоставляют удивительную по совершенству практику трепанации человеческого черепа, характерную для культур древнего Средиземноморья, Мексики и Перу, а также указывают на схожий египетско-перуанский обычай мумификации. Эти и другие многочисленные свидетельства сходности культур, взятые вместе, могли бы подтвердить теорию о том, что однажды или неоднократно суда с берегов Средиземного моря пересекали Атлантический океан и принесли основы цивилизации аборигенам Мексики».

Помимо основных аспектов экспедиции, Хейердал намеренно подобрал экипаж, в котором собрал представителей разных рас, национальностей, религий и политических убеждений, чтобы продемонстрировать, как на таком маленьком плавучем островке люди могут плодотворно сотрудничать и жить в мире. Кроме этого, экспедиция собрала образцы загрязнения океана и представила свой доклад в Организацию Объединённых Наций.
Экипаж «Ра»
- Тур Хейердал (руководитель экспедиции)
- Норман Бейкер (штурман)
- Абдулла Джибрин (эксперт по папирусу)
- Карло Маури (кинооператор)
- Юрий Сенкевич (врач)
- Жорж Суриал (фотограф)
- Сантьяго Хенове́с (антрополог)

Экипаж «Ра-II»
- Тур Хейердал (руководитель экспедиции)
- Норман Бейкер (штурман)
- Карло Маури (кинооператор)
- Кей Охара (кинооператор)
- Юрий Сенкевич (врач)
- Жорж Суриал (фотограф)
- Сантьяго Хенове́с (антрополог)
- Маданни Аит Уханни (химик-эколог)

## Память
Международной команде учёных, путешествовавших на лодке «Ра» в 1969—1970 гг. посвящён минерал раит.